# 1093
1093 је била проста година.

## Догађаји
- Српски велики жупан Вукан је пробио Византијску границу коју је претходне године утврдио византијски цар Алексије I Комнин. Због тога се Алексије лично појавио у Скопљу са војском. Вукан се тада повукао у град Звечан и понудио мир[1]. Наредне године се ово поновило. Вукан је обновио нападе на Косову наносећи пораз Јовану Комнину, Алексијевом војсковођи. Када се Алексије лично појавио са војском, Вукан се повукао.

### Март
- 6. март – Анселмо, италијански бенедиктински опат и теолог, постаје надбискуп Кентерберија у Енглеској, наследивши Ланфранка. Место надбискупа је оставио упражњено од 1089. године краљ Вилијам II од Енглеске – како би могао да прикупља приходе цркве за себе.

### Април
- 8. април – Монаси се усељавају у нову Винчестерску катедралу у Енглеској, коју је изградио нормански бискуп Вокелин.
- 13. април – Велики кнез Кијева Всеволод I Јарославич умире, након 15-годишње владавине. Наслеђује га Свјатополк II, кога други кнежеви признају као старијег сина Изјаслава I, и ступа на кијевски престо као владар Кијевске Русије. Његов рођак Владимир II, кнез Чернигова, постаје огорчени ривал.

### Мај
- 26. мај – Битка на реци Стугни: Номадски Кумани побеђују кијевске здружене снаге предвођене кнежевима Кијевске Русије код реке Стухне у долини близу Трепола. Ростислав Всеволодович, кнез Перејаславља, дави се бежећи из битке.

### Август
- 11. август – Почиње изградња катедрале у Дарему у Енглеској, која замењује саксонску „Белу цркву“.

### Септембар
- 22. септембар – Краљ Олаф III Норвешки („Мирни“) умире након 26-годишње владавине. Наслеђује га син Магнус Босоноги, који је проглашен владаром Норвешке на Боргартингу (или Тингу), скупштини законодаваца, у региону Викен.

### Новембар
- 13. новембар – Битка код Алнвика: Краљ Малколм III од Шкотске напада Нортамберленд, али га убијају енглеске снаге под командом грофа Роберта де Моубреја док опседа замак Алнвик. Наследио га је брат Доналд III („Лепи“) као владар Шкотске.

## Смрти
- Берта од Холандије

- Всеволод I Јарославич

- Григорије Печерски

- Маргарета Шкотска

- Роберт I од Фландрије

### Март
- 13. новембар — Малколм III, краљ Шкотске